# Praecambridium sigillum
Il precambridio (Praecambridium sigillum) è un enigmatico organismo marino appartenente alla cosiddetta fauna di Ediacara, vissuto nel Proterozoico superiore (Ediacarano, circa 545 milioni di anni fa). I suoi resti fossili sono stati ritrovati in Australia, nella zona delle Flinders Ranges.

## Descrizione
Simile a un disco allungato, questo organismo possedeva una serie di segmenti ricurvi costituiti forse da lembi carnosi; questi segmenti, di solito in numero di cinque, erano progressivamente più grandi man mano che procedevano verso la parte anteriore dell'animale. All'interno dell'ellisse che costituiva il corpo, nella parte anteriore era presente una struttura tondeggiante e prominente (il “sigillo” dell'epiteto specifico). Il precambridio è conosciuto attraverso i fossili di tredici esemplari.

## Affinità
Scoperto negli anni '70, questo organismo non è stato attribuito con certezza ad alcun gruppo noto di esseri viventi. È possibile che fosse un artropode ancestrale, imparentato alla lontana con i trilobiti, i chelicerati o forse con entrambi i gruppi. L'aspetto “da trilobite” era dato dalla struttura tondeggiante, simile alla glabella dei trilobiti, e dai segmenti ricurvi. È possibile, però, che questo organismo fosse un rappresentante dei cosiddetti vendobionti, un gruppo di esseri viventi non classificabili come animali, piante o funghi caratteristici del Proterozoico. Un animale a esso simile (Vendia sokolovi) è stato rinvenuto in Russia.